# Kapelica sv. Urbana, Košaki
Kapelica svetega Urbana je bila nazadnje obnovljena leta 1994. Postavili so jo kot zavetnico vinske trte. To se prepozna tudi po njenem zunanjem izgledu. Stoji v Mariboru, natančneje v Košakih.